# Voice of Wilderness
Voice of Wilderness es el segundo álbum de la banda finlandesa Korpiklaani de folk metal, lanzado el 1 de febrero de 2005 por Napalm Records.

## Lista de canciones
1. "Cottages and Saunas" - 3:16
2. "Journey Man" - 2:33
3. "Fields in Flames" - 3:52
4. "Pine Woods" - 4:25
5. "Spirit of the Forest" - 4:27
6. "Native Land" - 4:32
7. "Hunting Song" - 3:02
8. "Ryyppäjäiset" - 3:03
9. "Beer Beer" - 2:59
10. "Old Tale" - 5:39
11. "Kädet Siipinä" - 3:12

## Créditos
- Jonne Järvelä - voz principal, yoik, guitarra eléctrica y acústica.
- Jaakko Lemmetty - violín, gaita, jouhikko.
- Arto - bajo eléctrico, acústico y sin trastes, coros.
- Honka - guitarra.
- Ali - percusión.
- Kalle Savijärvi - guitarra, coros.
- Matti Johansson - batería, coros.

### Invitados
- Virva Holtiton - canto
- Katja Juhola - acordeón
- Frank -coro
- Mäkkärä -coro

### Otros
- Eero Järvelä
- Raimo Järvelä
- Mauri Laitinen
- Ilkka Uusitalo
- Esko Salonen